# Nabucodonosor I
Nabucodonosor I (akkadiană: Nabu-kudurri-usur având sensul de Nabu, apărătorul hotarului) a fost rege al Imperiului Babilonian din cca. 1125 î.Hr. până în 1103 î.Hr.. A nu se confunda cu Nabucodonosor al II-lea, faimos pentru că apare în Biblia ebraică, cel care a domnit în Babilon 500 de ani mai târziu. El este considerat a fi cel mai mare rege al dinastiei de Pashe (de asemenea, cunoscută sub numele de a doua dinastie Isin), o linie regală care a stat pe tronul babilonian în secolul al XII-lea î.Hr.. Cel mai mare succes al lui a fost recuperarea terenurilor babiloniene prin înfrângerea invadatorilor elamiți care preluaseră o parte mare din teritoriu. El i-a izgonit și a întărit frontierele sale, blocând Babilon în fața unui conflict cu asirienii.